# Ясанофф, Майя
Майя Ясанофф (Джасанофф, Ясанов, англ. Maya R. Jasanoff; род. 12 октября 1974, Бостон) — американский историк, специалист по Британской империи и глобальной истории.
Именной профессор кафедры истории Гарварда. Лауреат Windham-Campbell Prize (2017) и Cundill Prize (2018).
Смешанного индийского и еврейского происхождения.
Получила образование в Гарварде (1996), Кембридже и Йеле.
В 2015 году стала профессором Гарвардского колледжа. В 2021 году возглавляла жюри Букеровской премии.
Ее эссе и рецензии регулярно появляются в таких изданиях, как The New York Review of Books, The Guardian и The New York Times. Участвовала в нескольких документальных фильмах BBC.
Автор трех книг.
- Edge of Empire: Lives, Culture, and Conquest in the East, 1750—1850 (Knopf, 2005) — удостоилась Duff Cooper Prize[англ.]; книга года по версиям The Economist, The Guardian, and The Sunday Times
- Liberty’s Exiles: American Loyalists in the Revolutionary World (Knopf, 2011) — удостоилась Премии Национального круга книжных критиков того же года, а также George Washington Book Prize[англ.] (2012); попала в шорт-лист Baillie Gifford Prize[англ.]
- The Dawn Watch: Joseph Conrad in a Global World (Penguin Press, 2017) — лучшая книга года по версии New York Times, удостоилась Cundill Prize[англ.] (2018) и попала в шорт-лист James Tait Black Prize[англ.] in Biography